# Биелина (община)
Община Биелина (на сръбски: Општина Бијељина) е разположена в Република Сръбска, част от Босна и Херцеговина. Неин административен център е град Биелина. Общата площ на общината е 734 км2. Населението ѝ през 2004 година е 109 211 души.

## География
Общината е разположена по границата със Сърбия, по която текат и се вливат една в друга реките Дрина и Сава.

### Населени места
Общината се състои от 61 населени места, градовете – Биелина, Яня и 59 села: Амайлие, Балатун, Баница, Батар, Баткович, Белошевац, Бриесница, Бродац Горни, Бродац Долни, Буковица Горна, Буковица Долна, Велика Обарска, Велино Село, Вършани, Главичице, Главичорак, Глоговац, Гойсовац, Голо Бърдо, Даздарево, Дворови, Джипировине, Драгальевац Горни, Драгальевац Долни, Драгальевац Средни, Загони, Йоховац, Кацевац, Кованлук, Койчиновац, Крива Бара, Льельенча, Магнойевич Горни, Магнойевич Долни, Магнойевич Средни, Меджаши, Модран, Ново Населье, Ново село, Обрийеж, Остойиджево, Патковача, Пиперци, Попови, Пучиле, Рухотина, Слобомир, Суво Полье, Трийешница, Търняци, Хасе, Църньелово Горнье, Църньелово Долнье, Чаджавица Горна, Чаджавица Долна, Чаджавица Средна, Чардачине, Ченгич.